# Хилари Бъртън
Хилари Рос Бъртън (на английски: Hilarie Ross Burton) е американска актриса, известна с ролята си на Пейтън Сойър в телевизионния сериал Самотно дърво на хълма (One Tree Hill).

## Биография
Бъртън е родена в Стърлинг, Вирджиния, на 1 юли 1982. Баща ѝ, Бил, е търговец на антики, а майка ѝ, Лиза, е агент на недвижими имоти. Тя има трима по-малки братя (Били, Джон и Конрад) и по-голяма сестра (Натали). Хилари посещава гимназия Парк Вю в Стърлинг, като взима дейно участие в драматичния клуб на училището, появявайки се в многобройни постановки. Бъртън се мести в Ню Йорк, където посещава както Нюйоркския университет, така и университета Фордъм.

### Кариера
Преди ролята си в Самотно дърво на хълма Бъртън работи като ви джей (на английски: VJ (video jockey)) в телевизионното шоу Тотал Рикуест Лайв (Total Request Live) по MTV. Първоначално е трябвало тя да бъде еднократно гост коментатор, но продуцентите решават да ѝ предложат постоянна работа. Бъртън се появява в телевизионния сериал Кръгът на Доусън (Dawson's Creek) и получава ролята на Пейтън Сойър, мажоретка от гимназията, имаща своя артистична страна, в сериала Самотно дърво на хълма, който дебютира през 2003. Тя също така се явява на прослушването за ролята на дъщерята на треньора в Radio, но не е избрана.

### Личен живот
Бъртън прекарва времето си както в Ню Йорк, така и в Уилмингтън, Северна Каролина, където се снима Самотно дърво на хълма. Тя има котка на име По (кръстена на Едгар Алън По), обича да колекционира антики и да плете. Любимите музиканти на Хилари са Дейвид Боуи, Елвис Пресли, Доли Партън, Елвис Костело и Лорета Лин. Любимият ѝ сериал е Freaks and Geeks.

## Номинации и награди
| Година | Събитие           | Номинация                                | Печели | Филм                   |
| ------ | ----------------- | ---------------------------------------- | ------ | ---------------------- |
| 2005   | Teen Choice Award | Актриса (телевизия/сериал – драма)       | Не     | Самотно дърво на хълма |
| 2004   | Teen Choice Award | Дебют като телевизионна звезда           | Не     | Самотно дърво на хълма |
| 2004   | Teen Choice Award | Актриса (телевизия/сериал – драма/екшън) | Не     | Самотно дърво на хълма |

## Филмография

### Кино
1. Our Very Own (2005)
2. Solstice (2006)
3. Normal Adolescent Behavior (2007)
4. The List (2007)
5. The Secret Life of Bees (2009) (постпродукция)

### Телевизия и сериали
1. Самотно дърво на хълма (One Tree Hill) (2003 – 2007)
2. Престъпления от класа (White Collar) (2010 – 2013)